# Kokyl dvoutrojný

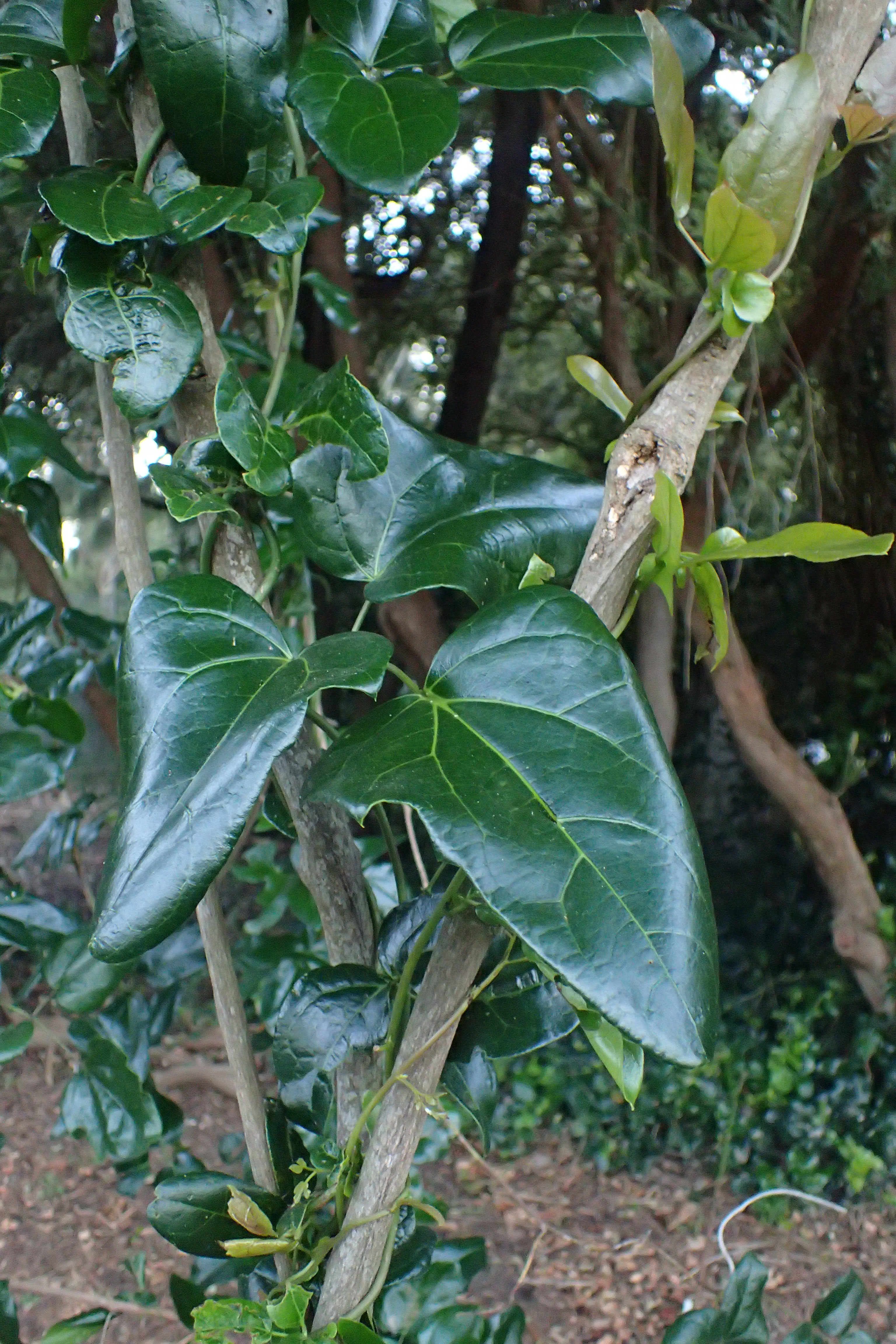
Olistění kokylu

Kokyl dvoutrojný (Lardizabala funaria, syn. L. biternata) je druh rostliny z čeledi kokylovité (Lardizabalaceae). Je to stálezelená, dřevnatá, jednodomá liána s dvojnásobně až trojnásobně trojčetnými listy a hnědočervenými květy se šestičetným okvětím. Plodem je dužnatá bobule. Rostlina se vyskytuje ve středním Chile a přilehlé oblasti Argentiny. Pěstuje se jako okrasná subtropická liána a poskytuje chutné ovoce, ceněné na lokálních trzích. Ze stonků se zhotovují provazy. České rodové jméno pochází z domorodého názvu ovoce.

## Popis
Je to tenká, stálezelená, dřevnatá, jednodomá liána, dorůstající délky až 3,5 metru. Listy jsou tuhé a kožovité, jednoduše až trojnásobně (nejčastěji dvojnásobně) trojčetné, s palisty. Jednotlivé lístky mají zpeřenou, od báze trojžilnou žilnatinou. Květy jsou hnědofialové až fialové, jednopohlavné. Samčí květy jsou uspořádané v hroznech, zatímco samičí jsou o něco větší a jednotlivé. Na bázi květenství jsou srdčité listeny. Okvětí je složeno ze 6 poněkud dužnatých kališních lístků ve dvou kruzích. Korunní lístky jsou nenápadné, mnohem menší než kališní. V samčích květech je 6 tyčinek s nitkami srostlými do trubičky a nitkovité zbytky zakrnělých pestíčků. Samičí květy obsahují 3 volné pestíky s mnoha vajíčky, zanořenými v 8 řadách ve stěně semeníku, a sterilní staminodia. Plodem je podlouhlá, 5 až 8 cm dlouhá, nepukavá, dužnatá bobule obsahující mnoho černých, ledvinovitých semen.

## Rozšíření
Druh roste ve středním Chile, přilehlé oblasti Argentiny a na Ostrově Robinsona Crusoe, ležícím asi 650 km západně od chilské pevniny. Vyskytuje se na okrajích stálezelených, širokolistých lesů v nadmořských výškách od 100 metrů až po horní hranici lesa ve výškách okolo 2000 metrů. Jedná se o vlhké oblasti s víceméně konstantním přísunem srážek v průběhu roku a maximálně čtyřtýdenním obdobím sucha.

## Původ názvu
Rod byl pojmenován na počest  mexického filozofa jménem Miguel de Lardizábal y Uribe (1744–1824). Pocházel z Tlaxcaly a působil v botanické zahradě v Madridu. Ovoce je známo pod domorodým mapučským názvem coguil nebo vogui cógüil. Od domorodého názvu je odvozen Preslův český rodový název kokyl. Ve španělštině se nazývá coguilera, anglicky zabala fruit.

## Taxonomie
Rod Lardizabala je v rámci čeledi Lardizabalaceae řazen do podčeledi Lardizabaloideae a tribu Lardizabaleae. Druh poprvé popsal Juan Ignacio Molina v roce 1782 pod názvem Dolichos funaria. V roce 1798 byl nezávisle popsán pod názvem Lardizabala biternata. Starší druhové jméno má podle pravidel botanické nomenklatury přednost a platný název rostliny je proto Lardizabala funaria.

## Význam
Z divoce rostoucích rostlin je v Chile sbíráno ovoce, které je považováno za delikatesu a je nabízeno na lokálních trzích. Je sladké a konzumuje se syrové nebo vařené. Rostlina je také často pěstována v zahradách jako okrasná liána. Pochází z oblastí se subtropickým klimatem a odolá krátkodobým mrazům až do −10 °C (zóna odolnosti 8 až 9). Druh není v podmínkách střední Evropy dostatečně mrazuvzdorný a není ani udáván ze sbírek žádné české botanické zahrady.
Sušené stonky jsou v Chile používány jako provazy a je z nich získáváno pevné, kvalitní vlákno.